# Hugo Sällström
Rikard Hugo Sällström (* 15. Dezember 1870 in Stockholm; † 19. Februar 1951 ebenda) war ein schwedischer Segler.

## Erfolge
Hugo Sällström, der Mitglied im Kungliga Svenska Segelsällskapet war, gewann bei den Olympischen Spielen 1912 in Stockholm in der 12-Meter-Klasse die Silbermedaille. Er war Crewmitglied der Erna Signe, die in beiden Wettfahrten der Regatta den zweiten Platz belegte und damit den Wettbewerb hinter dem norwegischen Boot Magda IX von Skipper Johan Anker und vor dem finnischen Boot Heatherbell von Skipper Ernst Krogius beendete. Zur Crew der Erna Signe gehörten außerdem Hugo Clason, Folke Johnson, Sigurd Kander, Iwan Lamby, Erik Lindqvist, Dick Bergström, Kurt Bergström und Per Bergman. Skipper des Bootes war Nils Persson.